# Faras
Faras (greco: Παχώρας, Pakhôras; latino: Pachoras; nubiano: Ⲡⲁⲣⲁ, Para) fu un'importante città della Bassa Nubia, in quello che oggi è l'Egitto meridionale. Il sito archeologico fu allagato dal lago Nasser negli anni sessanta, ed è oggi costantemente sommerso. Prima di questa alluvione, sono stati condotti ampi studi archeologici da parte di un' équipe polacca.

## Storia
Risalente al periodo A-Group, la città divenne un importante centro nel periodo meroitico, ed ospitava un grande tempio. Durante il controllo egizio della Nubia, Faras divenne un centro amministrativo egizio e, essendo posizionata a monte di Abu Simbel, subì una forte influenza culturale egizia.
La città raggiunse l'apice durante il periodo cristiano, quando Faras fu la capitale del basilisco Silko di Nobazia. Quando la Nobazia fu assorbita dalla Makuria, rimase il più importante centro del nord, sede dell'eparca della Nobazia.

## Archeologia
Una delle principali scoperte del periodo cristiano fu la cattedrale cittadina. La cattedrale era stata completamente riempita di sabbia, il che ha permesso di conservare i numerosi intricati dipinti sui muri. Questi dipinti sono i migliori esemplari sopravvissuti di arte cristiana nubiana. Raffigurano numerose scene bibliche famose, oltre a ritratti di vari vescovi e monarchi di Faras. Queste opere sono state restaurate e sono oggi in mostra a Varsavia e Khartum. A Faras sono state trovate anche eccellenti ceramiche.
Nei turbolenti ultimi anni della Nubia cristiana, Faras sembra aver subito un declino, ed il centro amministrativo fu spostato nella più facilmente difendibile Qasr Ibrim.